# حكام كأس العالم للسيدات 2023
نشر الاتحاد الدولي لكرة القدم (فيفا) رسميًا قائمة حكام المباريات (الحكام، والحكام المساعدين، وحكام الفيديو المساعدين) الذين سيتولون إدارة مباريات كأس العالم للسيدات 2023 التي ستقام في أستراليا ونيوزيلندا.
بعد مراجعات حكم الفيديو المساعد، قدم حكام البطولة تفسيرات تم بثها في الملعب وعلى شاشة التلفزيون كجزء من تجربة لمدة عام لهذه التقنية التي تهدف إلى إعطاء المزيد من الشفافية للقرارات المثيرة للجدل في كثير من الأحيان. وقد استخدمت الرياضات الأخرى التي تستخدم حكام الفيديو هذا الإجراء بالفعل، حيث طبقته الفيفا أيضًا في كأس العالم للأندية 2022 وكأس العالم للشباب تحت 20 سنة 2023.

## الحكام والحكام المساعدين
في يناير 2023، أعلنت لجنة الحكام بالاتحاد الدولي لكرة القدم (فيفا) قائمة تضم 33 حكمًا و55 حكمًا مساعدًا من جميع الاتحادات القارية الستة لكأس العالم للسيدات. من بين الحكام الـ33، ضمت الفيفا اثنين من كل من أستراليا وكندا وكوريا الجنوبية والولايات المتحدة.
| الاتحاد    | الحكم                                  | المساعدين                                                           | المباريات المخصصة | الحكم الرابع |
| ---------- | -------------------------------------- | ------------------------------------------------------------------- | --- | --- |
| آسيا       | كايت جاسويتز (أستراليا)                | كيم كيونغ مين (كوريا الجنوبية) جوانا تشاراكتيس (أستراليا)           | فرنسا–البرازيل (المجموعة و) كولومبيا–جامايكا (دور الـ16)                                                                          | |
| آسيا       | كيم يو جونغ (كوريا الجنوبية)           |                                                                     | | إسبانيا–كوستاريكا (المجموعة ج) السويد–جنوب أفريقيا (المجموعة ز) نيوزيلندا–الفلبين (المجموعة أ) الولايات المتحدة الأمريكية–هولندا (المجموعة هـ) كوستاريكا–زامبيا (المجموعة ج) الأرجنتين–السويد (المجموعة ز) |
| آسيا       | أوه هيون جونغ (كوريا الجنوبية)         | لي سول جي (كوريا الجنوبية) بارك مي سوك (كوريا الجنوبية)             | إسبانيا–زامبيا (المجموعة ج) | إنجلترا–الدنمارك (المجموعة د) هولندا–جنوب أفريقيا (دور الـ16) إنجلترا–كولومبيا (ربع النهائي) |
| آسيا       | أوه هيون جونغ (كوريا الجنوبية)         | بارك مي سوك (كوريا الجنوبية) ماكوتو بوزونو (اليابان)                | هايتي–الدنمارك (المجموعة د) | إنجلترا–الدنمارك (المجموعة د) هولندا–جنوب أفريقيا (دور الـ16) إنجلترا–كولومبيا (ربع النهائي) |
| آسيا       | كيسي ريبيلت (أستراليا)                 | رامينا تسوي (قيرغيزستان) شيه ليجون (الصين)                          | إسبانيا–كوستاريكا (المجموعة ج) | السويد ضد الولايات المتحدة (دور الـ16) |
| آسيا       | كيسي ريبيلت (أستراليا)                 | رامينا تسوي (قيرغيزستان) هبة سعدية (فلسطين)                         | الصين–إنجلترا (المجموعة د) | السويد ضد الولايات المتحدة (دور الـ16) |
| آسيا       | يوشيمي ياماشيتا (اليابان)              | ماكوتو بوزونو (اليابان) نعومي تيشيروجي (اليابان)                    | نيوزيلندا–النرويج (المجموعة أ) الولايات المتحدة الأمريكية–هولندا (المجموعة هـ) هولندا–جنوب أفريقيا (دور الـ16)                    | ألمانيا–كولومبيا (المجموعة ح) إسبانيا–إنجلترا (النهائي) |
| إفريقيا    | فينسينتيا أميدوم (توغو)                | كارين أتزامبونج فومو (الكاميرون) فانتا كون (مالي)                   | الفلبين–سويسرا (المجموعة أ) | جامايكا–البرازيل (المجموعة و) |
| إفريقيا    | بشرى كربوبي (المغرب)                   | فتيحة الجرمومي (المغرب) سكينة حمدي (المغرب)                         | الولايات المتحدة–فيتنام (المجموعة هـ) كوستاريكا–زامبيا (المجموعة ج)                                                               | |
| إفريقيا    | أخونا ماكاليما (جنوب أفريقيا)          |                                                                     | | الدنمارك–الصين (المجموعة د) ألمانيا–المغرب (المجموعة ح) كندا–جمهورية أيرلندا (المجموعة ب) بنما–جامايكا (المجموعة و) هايتي–الدنمارك (المجموعة د) المغرب–كولومبيا (المجموعة ح)                               |
| إفريقيا    | ساليما موكاسانجا (رواندا)              | كوينسي فيكتوار (موريشيوس) ماري نيوروج (كينيا)                       | البرتغال–فيتنام (المجموعة هـ) الأرجنتين–السويد (المجموعة ز)                                                                       | |
| كونكاكاف   | ماريانيلا أرايا (كوستاريكا)            |                                                                     | | إنجلترا–هايتي (المجموعة د) كولومبيا–كوريا الجنوبية (المجموعة ح) الصين–هايتي (المجموعة د) كوريا الجنوبية–المغرب (المجموعة ح) الصين–إنجلترا (المجموعة د)                                                     |
| كونكاكاف   | ماري سوليه بودوان (كندا)               | شانتال بودرو (كندا) ستيفاني يي سينغ (جامايكا)                       | الدنمارك–الصين (المجموعة د) النرويج–الفلبين (المجموعة أ)                                                                          | أستراليا–الدنمارك (دور الـ16) |
| كونكاكاف   | ميليسا بورجاس (هندوراس)                | شيرلي بيريلو (هندوراس) ساندرا راميريز (المكسيك)                     | إيطاليا–الأرجنتين (المجموعة ز) ألمانيا–كولومبيا (المجموعة ح) إنجلترا–نيجيريا (دور الـ16)                                          | إسبانيا–السويد (نصف النهائي) |
| كونكاكاف   | كاتيا غارسيا (المكسيك)                 | كارين دياز ميدينا (المكسيك) إنيدينا كوديلو (المكسيك)                | نيوزيلندا–الفلبين (المجموعة أ) جمهورية أيرلندا–نيجيريا (المجموعة ب)                                                               | اليابان–النرويج (دور الـ16) اليابان–السويد (ربع النهائي) |
| كونكاكاف   | إيكاترينا كوروليفا ‏ (الولايات المتحدة) | كاثرين نيسبيت (الولايات المتحدة) فيليشا ماريسكال (الولايات المتحدة) | السويد–جنوب أفريقيا (المجموعة ز) اليابان–إسبانيا (المجموعة ج) إنجلترا–كولومبيا (ربع النهائي)                                      | |
| كونكاكاف   | ميريام ماركوت (كندا)                   |                                                                     | | الفلبين–سويسرا (المجموعة أ) هولندا–البرتغال (المجموعة هـ) اليابان–كوستاريكا (المجموعة ج) السويد–إيطاليا المجموعة ز) اليابان–إسبانيا (المجموعة ج) جنوب أفريقيا–إيطاليا (المجموعة ز)                         |
| كونكاكاف   | توري بينسو (الولايات المتحدة)          | بروك مايو (الولايات المتحدة) ميجينسا رينش (Suriname)                | ألمانيا–المغرب (المجموعة ح) سويسرا–نيوزيلندا (المجموعة أ) فرنسا–المغرب (دور الـ16) أستراليا–إنجلترا (نصف النهائي)                 | |
| كونكاكاف   | توري بينسو (الولايات المتحدة)          | بروك مايو (الولايات المتحدة) كاثرين نيسبيت (الولايات المتحدة)       | إسبانيا–إنجلترا (النهائي) | |
| كونميبول   | إيدينا ألفيس باتيستا (البرازيل)        | نيوزا باك (البرازيل) ليلى موريرا دا كروز (البرازيل)                 | أستراليا–جمهورية أيرلندا (المجموعة ب) كوريا الجنوبية–المغرب (المجموعة ح) اليابان–النرويج (دور الـ16) إسبانيا–السويد (نصف النهائي) | |
| كونميبول   | إميكار كالديراس باريرا (فنزويلا)       | ميغداليا رودريغيز شيرينو (فنزويلا) ماري بلانكو بوليفار(كولومبيا)    | إنجلترا–هايتي (المجموعة د) | بنما–فرنسا (المجموعة و) إنجلترا–نيجيريا (دور الـ16) |
| كونميبول   | ماريا كارفاغال (تشيلي)                 | ليزلي فاسكيز (تشيلي) لوريتو تولوزا (تشيلي)                          | فرنسا–جامايكا (المجموعة و) | أستراليا–جمهورية أيرلندا (المجموعة ب) |
| كونميبول   | ماريا كارفاغال (تشيلي)                 | ليزلي فاسكيز (تشيلي) مونيكا أمبويا (Ecuador)                        | جنوب أفريقيا–إيطاليا (المجموعة ز) أستراليا–فرنسا (ربع النهائي)                                                                    | أستراليا–جمهورية أيرلندا (المجموعة ب) |
| كونميبول   | أناهي فرنانديز (الأوروغواي)            |                                                                     | | زامبيا–اليابان (المجموعة ج) سويسرا–النرويج (المجموعة أ) البرتغال–فيتنام (المجموعة هـ) النرويج–الفلبين (المجموعة أ) البرتغال–الولايات المتحدة (المجموعة هـ)                                                 |
| كونميبول   | لورا فورتوناتو (الأرجنتين)             | ماريانا دي ألميدا (الأرجنتين) ديانا ميلوني (الأرجنتين)              | كندا–جمهورية أيرلندا (المجموعة ب) بنما–فرنسا (المجموعة و)                                                                         | فرنسا–جامايكا (المجموعة و) أستراليا–فرنسا (ربع النهائي) |
| أوقيانوسيا | آنا ماري كيجلي (نيوزيلندا)             | سارة جونز (نيوزيلندا) ماريا سالاماسينا (ساموا)                      | الأرجنتين–جنوب أفريقيا (المجموعة ز) كوريا الجنوبية–ألمانيا (المجموعة ح)                                                           | فرنسا–المغرب (دور الـ16) |
| أوروبا     | جوليانا ديميتريسكو (رومانيا)           |                                                                     | | نيجيريا–كندا (المجموعة ب) البرازيل–بنما (المجموعة و) الأرجنتين–جنوب أفريقيا (المجموعة ز) سويسرا–نيوزيلندا (المجموعة أ) فيتنام–هولندا (المجموعة هـ)                                                         |
| أوروبا     | ماريا سولي فيريري كابوتي (إيطاليا)     | فرانشيسكا دي مونتي (إيطاليا) ميهايلا تيبوسا (رومانيا)               | اليابان–كوستاريكا (المجموعة ج) المغرب–كولومبيا (المجموعة ح)                                                                       | إسبانيا–هولندا (ربع النهائي) |
| أوروبا     | شيريل فوستر (ويلز)                     | ميشيل أونيل (جمهورية أيرلندا) فرانكا أوفرتوم (هولندا)               | البرازيل–بنما (المجموعة و) السويد–إيطاليا (المجموعة ز) سويسرا–إسبانيا (دور الـ16) السويد–أستراليا (مباراة تحديد المركز الثالث)    | |
| أوروبا     | ستيفاني فرابارت (فرنسا)                | مانويلا نيكولوسي (فرنسا) إيلودي كوبولا (فرنسا)                      | سويسرا–النرويج (المجموعة أ) كندا–أستراليا (المجموعة ب) السويد–الولايات المتحدة (دور الـ16) إسبانيا–هولندا (ربع النهائي)           | |
| أوروبا     | مارتا هويرتا دي أزا (إسبانيا)          | غوادالوبي بوراس أيوسو (إسبانيا) سانيا روداك كارسيتش (كرواتيا)       | الصين–هايتي (المجموعة د) | كوريا الجنوبية–ألمانيا (المجموعة ح) كولومبيا–جامايكا (دور الـ16) |
| أوروبا     | لينا ليهتوفارا (فنلندا)                | كريسولا كورومبيليا (اليونان) كارولين كاييفوجا (إستونيا)             | نيجيريا–كندا (المجموعة ب) | أستراليا–نيجيريا (المجموعة ب) فرنسا–البرازيل (المجموعة و) جمهورية أيرلندا–نيجيريا (المجموعة ب) |
| أوروبا     | إيفانا مارتينسيتش (كرواتيا)            | سانيا روداك كارسيتش (كرواتيا) كارولين كاييفوجا (إستونيا)            | فيتنام–هولندا (المجموعة هـ) | نيوزيلندا–النرويج (المجموعة أ) الولايات المتحدة–فيتنام (المجموعة هـ) إيطاليا–الأرجنتين (المجموعة ز) إسبانيا–زامبيا (المجموعة ج) سويسرا–إسبانيا (دور الـ16)                                                 |
| أوروبا     | كاترينا مونزول (أوكرانيا)              | مارينا ستريليتسكا (أوكرانيا) بولينا بارانوفسكا (بولندا)             | هولندا–البرتغال (المجموعة هـ) بنما–جامايكا (المجموعة و)                                                                           | |
| أوروبا     | تيس أولوفسون (السويد)                  | لوسي راتاجوفا (جمهورية التشيك) بوليكسيني إيرودوتو (قبرص)            | زامبيا–اليابان (المجموعة ج) إنجلترا–الدنمارك (المجموعة د)                                                                         | كندا–أستراليا (المجموعة ب) أستراليا–إنجلترا (نصف النهائي) |
| أوروبا     | إستر ستاوبلي (سويسرا)                  | كاترين رافالسكي (ألمانيا) سوزان كونغ (سويسرا)                       | أستراليا–نيجيريا (المجموعة ب) جامايكا–البرازيل (المجموعة و) اليابان–السويد (ربع النهائي)                                          | |
| أوروبا     | ريبيكا ويلش (إنجلترا)                  | ناتالي أسبينال (إنجلترا) أنيتا فاد (المجر)                          | كولومبيا–كوريا الجنوبية (المجموعة ح) البرتغال–الولايات المتحدة (المجموعة هـ) أستراليا–الدنمارك (دور الـ16)                        | السويد–أستراليا (مباراة تحديد المركز الثالث) |

## حكام الفيديو المساعدين
في 9 يناير/كانون الثاني 2023، أعلن الاتحاد الدولي لكرة القدم (فيفا) عن تعيين 19 حكمًا مساعدًا للفيديو (VAR). ولأول مرة في كأس العالم للسيدات، عيّنت لجنة حكام الفيفا ست حكام مساعدين للفيديو.
| الاتحاد  | حكم الفيديو المساعد                   |
| -------- | ------------------------------------- |
| آسيا     | عبدالله المري (قطر)                   |
| آسيا     | محمد تقي (سنغافورة)                   |
| إفريقيا  | عادل زوراك (المغرب)                   |
| كونكاكاف | كارول آن تشينارد (كندا)               |
| كونكاكاف | درو فيشر (كندا)                       |
| كونكاكاف | تاتيانا غوزمان (نيكاراغوا)            |
| كونكاكاف | أرماندو فياريال (الولايات المتحدة)    |
| كونميبول | سالوم-دي إيوريو (الأرجنتين)           |
| كونميبول | نيكولاس جالو (كولومبيا)               |
| كونميبول | دايان مونيز دوس سانتوس (البرازيل)     |
| كونميبول | خوان سوتو (فنزويلا)                   |
| أوروبا   | إيلا دي فريس (بلجيكا)                 |
| أوروبا   | ماركو فريتز (ألمانيا)                 |
| أوروبا   | أليخاندرو هرنانديز هرنانديز (إسبانيا) |
| أوروبا   | ماسيميليانو إيراتي (إيطاليا)          |
| أوروبا   | خوان مارتينيز مونويرا (إسبانيا)       |
| أوروبا   | سيان ماسي إليس (إنجلترا)              |
| أوروبا   | بول فان بويكيل (هولندا)               |

## وصلات خارجية
- قائمة حكام المباراة (بالإنجليزية)